# Monte San Salvatore
Monte San Salvatore är ett berg i Schweiz.   Det ligger i distriktet Lugano och kantonen Ticino, i den sydöstra delen av landet, 160 km sydost om huvudstaden Bern. Toppen på Monte San Salvatore är 912 meter över havet, eller 630 meter över den omgivande terrängen. Bredden vid basen är 8,2 km. Monte San Salvatore ligger vid sjön Lago di Lugano.
Terrängen runt Monte San Salvatore är kuperad västerut, men österut är den bergig. Runt Monte San Salvatore är det ganska tätbefolkat, med 160 invånare per kvadratkilometer.. Närmaste större samhälle är Lugano, 3,8 km norr om Monte San Salvatore. 
I omgivningarna runt Monte San Salvatore växer i huvudsak blandskog.